# Orazio Marinali
Orazio Marinali (1643-1720) est un sculpteur italien baroque qui a été actif en Vénétie dans la seconde moitié du XVIIe et le début du XVIIIe siècle.

## Biographie
Orazio Marinali fait son apprentissage auprès de Josse de Corte et il est connu pour plus de 150 statues produites par son atelier pour les parcs des villas de Vicenza, la Villa Lampertico (connue sous le nom de Villa Conti ou La Deliziosa), des types pour le théâtre Commedia dell'Arte, la plupart exécutées en pierre locale.
Il a influencé le choix des sujets d'Antonio Bonazza et parmi ses élèves figure Lorenzo Mattielli (en), époux de la fille d'Angelo Marinali (it), le frère d'Orazio et son collaborateur.

## Œuvres
- La Ruota, les quatre extrémités du monde, groupe sur la fontaine de la Villa Lampertico
- Statues du parc de la Villa La Pietra
- San Sebastiano, église paroissiale de Cellore, frazione de Illasi
- Statue au dôme de Rosà
- Sculptures de l'église du Monte Berico, au-dessus de Vicenza
- L’assomption de la Vierge sculpture du retable de l'autel Bevilacqua-Lazise pour la basilique Santa Anastasia de Vérone.

## Sources
- (en) Cet article est partiellement ou en totalité issu de l’article de Wikipédia en anglais intitulé « Orazio Marinali » (voir la liste des auteurs).